# 尼汝河
尼汝河，是中国长江流域的一条河流，汇入水落河，属于金沙江水系。河长79千米，流域面积1190平方千米，年均流量11立方米每秒。自然落差3020米。水能理论蕴藏量13万千瓦。